# Bohuslav Brauner
Pour les articles homonymes, voir Brauner.
Bohuslav Brauner (8 mai 1855 - 15 février 1935) est un chimiste tchèque de l'université de Prague, qui a étudié les propriétés des terres rares, en particulier la détermination de leurs poids atomiques. Brauner a prédit l'existence du prométhium dix ans avant sa découverte,,.

## Carrière
Brauner a été l'élève de Robert Bunsen à l'université de Heidelberg et ensuite de Henry Roscoe à l'université de Manchester. Brauner est devenu conférencier en chimie à l'université Charles de Prague en 1883, professeur assistant en 1890 et professeur titulaire en 1897. Au cours de sa carrière, il correspond fréquemment avec Dmitri Mendeleïev, et ils s'influencent mutuellement au fur et à mesure que des modèles de périodicité des éléments sont développés. 
Brauner a pris sa retraite de l'université Charles de Prague en 1925. Il est mort d'une pneumonie en 1935.

## Contributions scientifiques
Avec Roscoe à l'université de Manchester, il s'est intéressé à la chimie des terres rares. Un thème de ses recherches était la détermination de leurs positions relatives dans le tableau périodique. Une des méthodes qu'il a utilisées pour séparer ces éléments était la fluoration, donnant des composés qui pouvaient être purifiés.
Dans le cadre de ses recherches sur la chimie des lanthanides, Brauner a proposé en 1902 l'existence d'un élément qui se situerait entre le néodyme et le samarium dans le tableau périodique. Henry Moseley a confirmé expérimentalement la prédiction de Brauner en 1914, identifiant le prométhium,,,,.
Les recherches de Brauner sur les terres rares et leurs poids atomiques dépendaient de la pureté des composés analysés. Cela a parfois provoqué une ambiguïté. Il a proposé que l'élément tellure ait un poids atomique de 125 unités de masse atomique, bien qu'il ait reconnu que son évaluation du tellure pouvait être basée sur des mélanges de métaux. Plus tard, Brauner a obtenu des échantillons de la substance appelée didyme. En 1882, il a pu utiliser la spectroscopie pour observer deux groupes de bandes d'absorption, une bleue (A = 449–443) et une jaune (A = 590–568). Il a conclu que le didyme était en fait un mélange de deux éléments de terres rares. Cependant, c'est Carl Auer von Welsbach qui a montré que le didyme était en fait un mélange des deux éléments des terres rares praséodyme et néodyme, la découverte ayant eu lieu en 1885. La découverte de Von Welsbach était au départ une source de consternation pour Brauner,.
Brauner est l'auteur du chapitre sur les éléments des terres rares dans le manuel de Mendeleev Principes de chimie. Il a également écrit la partie sur les poids atomiques dans Handbuch der Anorganischen Chemie, qui était un manuel rédigé principalement par Richard Abegg.